# Hodyně (Skuhrov)
Hodyně je vesnice, část obce Skuhrov v okrese Beroun ve Středočeském kraji. Leží zhruba pět kilometrů jihozápadně od města Řevnice.

## Historie
První písemná zmínka o vesnici pochází z roku 1489.

## Obyvatelstvo
| Rok            | 1869 | 1880 | 1890 | 1900 | 1910 | 1921 | 1930 | 1950 | 1961 | 1970 | 1980 | 1991 | 2001 | 2011 | 2021 |
| -------------- | ---- | ---- | ---- | ---- | ---- | ---- | ---- | ---- | ---- | ---- | ---- | ---- | ---- | ---- | ---- |
| Počet obyvatel | 124  | 116  | 122  | 146  | 131  | 94   | 86   | 68   | 65   | 63   | 48   | 27   | 22   | 43   | 85   |
| Počet domů     | 16   | 17   | 18   | 19   | 19   | 17   | 31   | 45   | 45   | 20   | 18   | 18   | 19   | 18   | 30   |

## Obecní správa
Při sčítání lidu v letech 1850–1949 Hodyně byla osadou obce Svinaře v okrese Hořovice. V letech 1950–1960 byla samostatnou obcí v okrese Beroun. Od 1. července 1960 je částí obce Skuhrov v okrese Beroun.

## Pamětihodnosti
- Kaplička Panny Marie